# Erik Jendrišek
Erik Jendrišek (* 26. října 1986 Trstená, Československo) je slovenský fotbalový útočník a bývalý reprezentant, od ledna 2021 hráč klubu FC Nitra. Účastník Mistrovství světa 2010 v Jihoafrické republice. V sezóně 2005/06 se stal společně s Róbertem Rákem nejlepším střelcem slovenské ligy (21 gólů).
Mimo Slovensko působil na klubové úrovni v Německu, Polsku a Řecku.

## Klubová kariéra
Působil v letech 2003 až 2006 v MFK Ružomberok, zaznamenal 30 gólů v 56 zápasech Corgoň ligy. Jendrišek se stal nejlepším střelcem slovenské ligy v sezóně 2005/06 společně s Róbertem Rákem z FC Nitra, oba vstřelili po 21 gólech. V této sezóně zároveň získal s Ružomberkem double, tzn. vyhrál ligový titul i slovenský fotbalový pohár.
V létě 2006 odešel na roční hostování do německého klubu Hannover 96, ale nehrál zde pravidelně. V květnu 2007 se upsal na tři roky druholigovému německému Kaiserslauternu, kde zažil vydařené sezóny, zejména 2008/09 a 2009/10, kdy se stal nejlepším klubovým kanonýrem. V ročníku 2009/10 slavil navíc návrat Kaiserslauternu do 1. Bundesligy.
Nicméně už v závěru sezony 2009/10 bylo oznámeno, že se hráč přesune do FC Schalke 04, kde podepíše tříletý kontrakt. Trenér Felix Magath mu však dával minimum příležitostí, neboť sázel na dvojici útočníků Klaas-Jan Huntelaar a Raúl González. V lednu 2011 tak odešel do SC Freiburg za částku cca 900 000 eur.
Od ledna 2011 do léta 2013 působil v německém klubu SC Freiburg. V sezóně 2012/13 mnoho zápasů vinou zranění neodehrál. Po sezóně (v níž Freiburg obsadil 5. místo a kvalifikoval se do play-off Evropské ligy) z klubu odešel (skončila mu smlouva). Zamířil do německého druholigového klubu FC Energie Cottbus. Zde debutoval 22. července 2013 v úvodním kole druhé německé Bundesligy proti domácí Fortuně Düsseldorf (prohra 0:1). Jendrišek hrál do 66. minuty, pak jej vystřídal André Fomitschow. V 1. kole německého poháru (DFB-Pokal) zařídil svým gólem vítězství Energie (a postup do druhého kola) 1:0 nad 1. FC Magdeburg. 18. srpna 2013 se v ligovém zápase podílel jednou brankou na vítězství 5:1 nad VfR Aalen. Energie Cottbus nedokázala obhájit druholigovou příslušnost a spadla po sezoně 2013/14 do III. německé ligy. Jendrišek využil klauzuli ve smlouvě, která mu umožňovala odejít v případě sestupu klubu. Zájem o něj projevil ŠK Slovan Bratislava.
Nakonec odešel jako volný hráč do FC Spartak Trnava, kde podepsal půlroční smlouvu. Odehrál zde celkem 13 zápasů a vstřelil 5 gólů.

V lednu 2015 odešel do polského prvoligového klubu Cracovia z Krakówa, kde podepsal kontrakt do června 2017. Po vypršení smlouvy z Cracovie odešel, vedení klubu mu prodloužení nenabídlo.
Vzápětí posílil řecký prvoligový klub AO Xanthi (dříve známý pod názvem Škoda Xanthi).

## Reprezentační kariéra

### Mládežnické reprezentace
Jendrišek byl členem slovenské fotbalové reprezentace do 21 let.

### A-mužstvo
Ve slovenském A-týmu debutoval 11. října 2008 v kvalifikačním utkání o Mistrovství světa 2010 proti domácímu San Marinu. Odehrál kompletní zápas, který skončil vítězstvím Slovenska 3:1. Svůj první gól vstřelil v únoru 2009 na turnaji na Kypru proti domácí reprezentaci, ale pouze mírnil prohru 2:3.
Nastoupil v odvetném kvalifikačním zápase s Bosnou a Hercegovinou 10. září 2013 v Žilině, kde Slovensko podlehlo svému balkánskému soupeři 1:2 a ztratilo naději alespoň na baráž o Mistrovství světa 2014 v Brazílii. 19. listopadu 2013 dostal příležitost v přátelském utkání proti Gibraltaru, které mělo dějiště v portugalském Algarve ve městě Faro a bylo vůbec prvním oficiálním zápasem Gibraltaru po jeho přijetí za 54. člena UEFA v květnu 2013. V zápase se zrodila překvapivá remíza 0:0, za slovenský výběr nastoupili hráči z širšího reprezentačního výběru a také několik debutantů.

#### Mistrovství světa 2010
Na světovém šampionátu 2010 v Jihoafrické republice se Slovensko dostalo do osmifinále, kde podlehlo pozdějšímu vicemistrovi Nizozemsku 1:2. V základní skupině F v prvním zápase proti Novému Zélandu (15. června 2010, remíza 1:1) nastoupil v útoku s Róbertem Vittekem. Další utkání proti Paraguayi (20. června 2010), které Slovensko prohrálo 0:2, nehrál. Třetí zápas proti Itálii (24. června 2010) nastoupil v základní sestavě a byl u cenného vítězství 3:2, které slovenskému mužstvu zaručilo účast v osmifinále na úkor Itálie a Nového Zélandu. Jendriška střídal na hřišti v nastaveném čase Martin Petráš. V osmifinále hrál do 72. minuty (pak jej vystřídal Kamil Kopúnek), Slovensko prohrálo 1:2 a s turnajem se rozloučilo.

### Reprezentační góly
Góly Erika Jendriška za A-mužstvo Slovenska
| 010                 | 11. 2. 2009 | Nikósie, Kypr                 | Kypr        | 03:2 0(90.) | 3:2 | Cyprus Tournament 2009 |
| 02                  | 1. 4. 2009  | AXA Arena, Praha, Česko       | Česko       | 01:2 0(82.) | 1:2 | kvalifikace na MS 2010 |
| 03                  | 9. 2. 2011  | Stade Josy Barthel, Lucemburk | Lucembursko | 00:1 0(56.) | 2:1 | přátelský zápas        |
| 04                  | 23. 5. 2014 | NTC Senec, Senec, Slovensko   | Černá Hora  | 02:0 0(85.) | 2:0 | přátelský zápas        |
| Platí k 15. 1. 2018 |             |                               |             |             |     |                        |